# Bernhard II av Sachsen-Meiningen
Bernhard II av Sachsen-Meiningen, Bernhard Erich Freund, född 17 december 1800 i Meiningen, död 3 december 1882 i Meiningen, var en tysk furste som var regerande hertig av Sachsen-Meiningen.

## Biografi
Bernhard II var son till Georg I av Sachsen-Meiningen och Luise Eleonore av Hohenlohe-Langenburg och hertig av Sachsen-Meiningen. Han blev regerande hertig 1803, men regeringen sköttes av hans mor fram till hans myndighet 17 december 1821. Han abdikerade 20 september 1866.
Bernhards utbildning sköttes av konsistorialassessorn Friedrich Mosengeil, och från 1818 studerade han ett år vid universitetet i Jena, följt av ett år vid universitetet i Heidelberg. Som regerande hertig tillkännagav han 1829 en ny författning för Sachsen-Meiningen, och 1830 samlades den nyvalda lantdagen med representanter för de tre ständerna.
Under preussisk-österrikiska kriget 1866 ställde sig Bernhard II på Österrikes sida. Efter Preussens seger tvingades han därför abdikera till förmån för sin son Georg den 20 september 1866. Bernhard levde därefter ett stilla liv som privatman i Meiningen.

## Familj
Bernhard II gifte sig 1825 med Marie Frederica av Hessen-Kassel (1804–1888), dotter till Vilhelm II av Hessen-Kassel och Augusta av Preussen.
Hans äldre syster Adelheid av Sachsen-Meiningen (1792–1849) blev genom giftermål (med kung Vilhelm IV) drottning av Storbritannien under namnet Adelaide och hans äldre syster Ida av Sachsen-Meiningen (1794–1852) blev genom giftermål hertiginna av Sachsen-Weimar-Eisenach.
Barn :
- Georg II av Sachsen-Meiningen, hertig av Meiningen (1826–1914)
- Augusta av Sachsen-Meiningen (1843-1919), gift med Moritz av Sachsen-Altenburg (1829–1907)